# Венарія-Реале
Венарія-Реале (італ. Venaria Reale, п'єм. La Venerìa) — муніципалітет в Італії, у регіоні П'ємонт,  метрополійне місто Турин.
Венарія-Реале розташована на відстані близько 530 км на північний захід від Рима, 8 км на північний захід від Турина.
Населення — 34 290 осіб (2014).
Покровитель — Sant'Eusebio di Roma.

## Демографія
Населення за роками:

Станом на 1 січня 2023 року в муніципалітеті офіційно проживало 1340 іноземців з 73 країн, серед них 711 громадян країн Євросоюзу та 23 громадяни України.

## Уродженці
- Андреа Соттіль (*1974) — італійський футболіст, захисник, захисник, згодом — футбольний тренер.

- Бруно Гарцена (*1933) — італійський футболіст, захисник.
- Роберто Краверо (*1964) — відомий у минулому італійський футболіст, захисник, згодом — спортивний функціонер.
- Дієго Фузер (*1968) — відомий у минулому італійський футболіст, півзахисник, згодом — футбольний тренер.

## Сусідні муніципалітети
- Боргаро-Торинезе
- Казелле-Торинезе
- Колленьо
- Друенто
- П'янецца
- Робассомеро
- Турин

## Міста-побратими
- Брашов, Румунія